# Estanyols de la Portella
Els Estanyols de la Portella és un grup de petits estanys de muntanya situat a 2.106,2 m alt del terme comunal de Font-rabiosa, a la comarca del Capcir, de la Catalunya del Nord.
Estan situats a prop de l'extrem nord-occidental del terme de Font-rabiosa, a ponent de les Bassetes, a llevant de l'Estany de la Portella d'Orlú, al nord i nord-est de l'Estany de la Portella i a l'est dels Estanyols del Solà de la Portella.